# Хоккейные игры (фильм)
«Хокке́йные и́гры» — российский четырёхсерийный телевизионный фильм производства компании «Аватар фильм» при участии клуба «Легенды хоккея», приуроченный к 40-летию легендарной суперсерии игр СССР — Канада. Премьера состоялась на телеканале «Россия 2» 3 сентября 2012 года.

## Сюжет
Фильм «Хоккейные игры» — о хоккейной суперсерии 1972 года. Рассказывает о тренерах Анатолии Тарасове и Всеволоде Боброве, которые вывели советский хоккей на мировой уровень. Периоды жизни Анатолия Тарасова и Всеволода Боброва в фильме показаны от молодых лет до зрелого возраста.
Действие фильма охватывает время с 1947 по 1972 год. Сюжет «Хоккейных игр» основан на воспоминаниях непосредственных участников событий. Картина частично построена на документальных материалах, в фильме показаны кадры спортивной хроники тех лет.

## В ролях
- Сергей Газаров — Анатолий Тарасов
- Леонид Тимцуник — Всеволод Бобров
- Михаил Филиппов — Анатолий Тарасов в молодости
- Сергей Ларин — Всеволод Бобров в молодости
- Светлана Йозефий — Нина, жена Анатолия Тарасова
- Юлия Головина — Нина Тарасова в молодости
- Татьяна Морозова — Елена, жена Всеволода Боброва
- Александр Печенин — Василий Сталин
- Андрей Рапопорт — Сергей Павлов
- Андрей Лебедев — Аркадий Чернышёв
- Олег Чернигов — Леонид Брежнев
- Виктор Лакирев — Андрей Громыко
- Юрий Чигров — Андрей Гречко
- Иван Гордиенко — Юрий Андропов
- Андрей Натоцинский — Борис Бобров, брат Всеволода Боброва
- Владимир Халтурин — Александр Гомельский
- Евгений Плиткин — Александр Якушев
- Андрей Ворошилов — Владислав Третьяк
- Глеб Исаков — Валерий Харламов
- Геннадий Христенко — Борис Кулагин
- Алексей Свиридов — Юрий Гагарин
- Пётр Рабчевский — Анатолий Сеглин
- Алексей Паламарчук — Завадский
- Виталий Гусев — Гуревич
- Станислав Житарев — Никита Хрущёв
- Артём Федотов — Виктор Шувалов
- Николай Сороканов — Александр Виноградов
- Георгий Энгельгарт — Борис Майоров
- Даниил Мызников — Михей Бобров, сын Всеволода Боброва
- Сергей Багаев — Степанов, чиновник по спорту
- Денис Варенов — Дорин, чиновник
- Вячеслав Борисов — Лосев
- Олег Осипов — переводчик
- Александр Никольский — судья
- Андрей Мясников — инспектор ГАИ
- Игорь Дорофеев — эпизод

### Спортсмены в фильме
- Бобров, Всеволод Михайлович — хроника
- Тарасов, Анатолий Владимирович — хроника
- Третьяк, Владислав Александрович — хроника
- Харламов, Валерий Борисович — хроника

## Производство
Фильм создавался под рабочими названиями «Хоккей» и «Хоккей, изменивший мир».
На подготовительном этапе производства авторы фильма ознакомились с доступными хроникальными видеоматериалами, с фильмами из фондов Гостелерадио, а также с американскими и канадскими художественными фильмами о Суперсерии СССР — Канада 1972 года.
Съёмки фильма проходили в начале 2012 года в Москве. Фильм снимался в исторических интерьерах, в дачных местах Подмосковья и на ледовых площадках Москвы и области, которые были построены в 1970-е. Сами интерьеры эпохи 1940—1960-х годов воссоздавались по фотографиям и рисункам, а отыскать портреты Ленина и Сталина оказалось сложнее, чем достать автомобили тех лет.
Производством фильма занималась студия «Аватар Фильм» в сотрудничестве с клубом «Легенды хоккея», который отслеживал достоверность воссоздаваемых событий.
Главным консультантом фильма выступил участник Суперсерии СССР — Канада Александр Якушев.

## Показ
Премьера фильма состоялась 3 сентября 2012 года на телеканале «Россия 2» и была приурочена к 40-летию Суперсерии СССР — Канада.
Для показа в Канаде и США сериал был переведён на английский язык.

## Номинации и награды
- «Лучший художественный фильм» по итогам XI Красногорского международного фестиваля спортивного кино[2][5].